# Kornai Rezső
Kornai Rezső, Kramarits (Budapest, 1888. február 3. – Budapest, Erzsébetváros, 1929. szeptember 27.) színész, operaénekes, színigazgató.

## Életútja
Kramarits Illés és Kmet Éva fia. Mint vidéki színész kezdte pályafutását, később Temesvárott volt színigazgató. 1909-ben szerződött a Budapesti Színházhoz, majd játszott a Sziklai Színkörben, Műszínkörben és a Scala Színházban. Nagyszerű komikus és jellemszínész volt. Nevesebb szerepei: Aranyember: Krisztyán Tódor, Iglói diákok: Számtantanár, Bánk bán: Bieberach, Nulla úr: címszerep. Majd 1913-ban karénekesnek szerződött le az Operaházhoz. Szép hangja, muzikális éneke és nagyszerű színjátszó készsége csakhamar előkelő pozíciót biztosított számára a csoportos személyzet körében. Kisebb szerepeket is kapott, amelyekben mindig pompásan állotta meg helyét. A Háry János tábornoka olyan alakítása volt, amelyről igen sokat beszéltek. Erős komikai vénával rajzolta meg azokat a figurákat, amelyeket ábrázolnia kellett, de megfelelően tudta alakítani a komoly szerepeket is. 1911. június 17-én Budapesten, a Ferencvárosban házasságot kötött Jacob Mária Pierette Francelinával. Halálát véredény-elmeszedés okozta.